# جکی آوریل
جکی آوریل (فرانسوی: Jacky Avril‎؛ زادهٔ ۱۹ ژوئیهٔ ۱۹۶۴) قایقران کانو اهل فرانسه است.